# Sintó

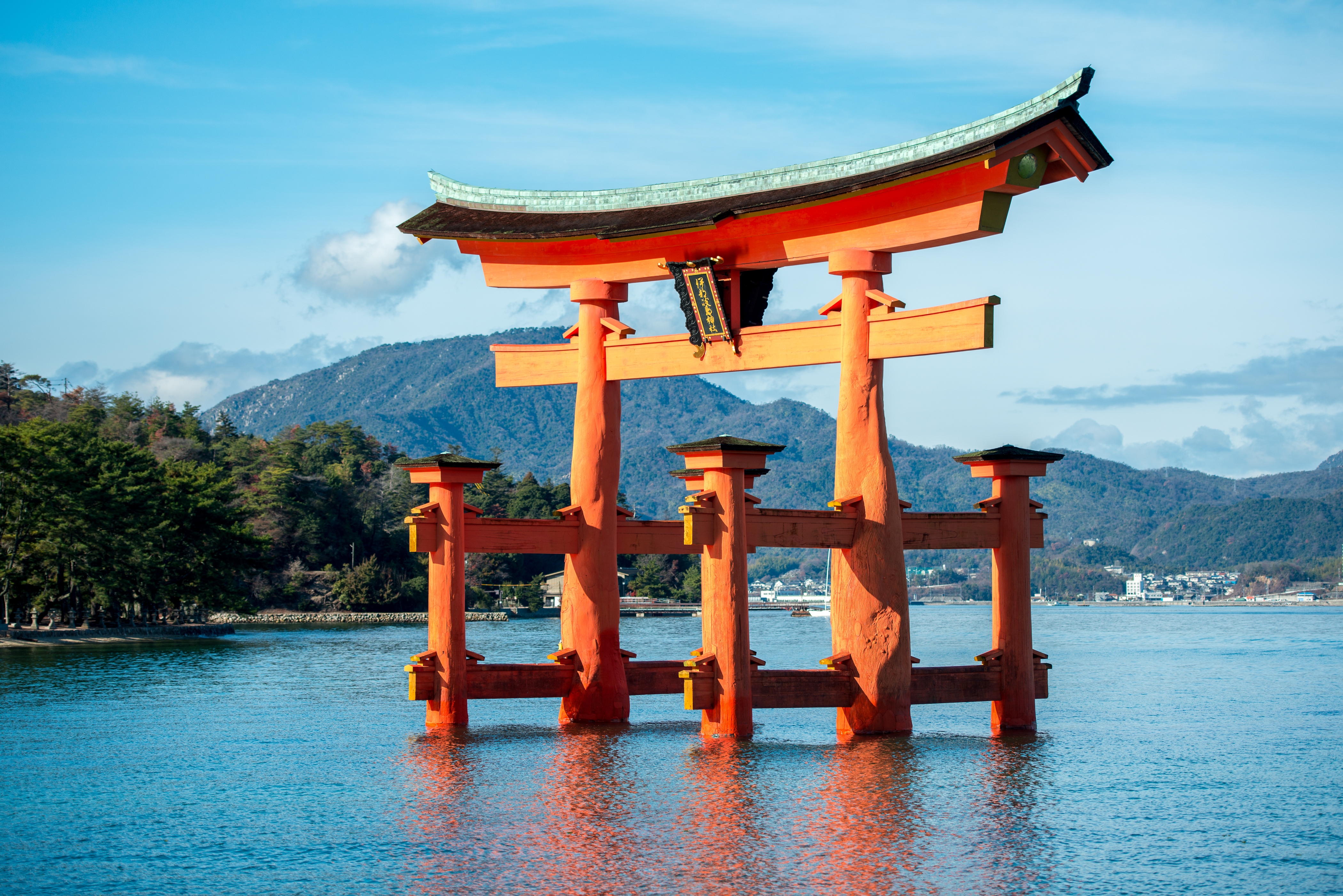
Torii (szentélykapu) Icukusima szigetén

A sintó vagy sintoizmus (神道, nyugaton shinto) Japán ősi vallása, őshonos vallási tanítások és gyakorlatok összessége. A sintó szó jelentése: az istenek útja, helyesebben „a szellemek útja”, ugyanis a sintoista szemléletben a nyugati értelemben vett istenek helyét az inkább a szellemekhez hasonló kamik töltik be. Az ősi vallásnak más elnevezése is létezik, hívják még kami no micsinek is, amely szintén „az istenek útját” jelenti.
A sintó rokonságban áll Ázsia és a csendes-óceáni szigetvilág sámánisztikus hagyományaival és kultuszaival. E vallás középpontjában a kamik (istenek) állnak, ezek szellemek, gyakran az ősök szellemei vagy különböző természetben előforduló dolgok szellemei: külön kamija van a földnek, a mezőnek, a folyónak, az erdőnek stb. 
A sintó főpapja és központi személye a mindenkori tennó, vagyis a japán császár, akit az istenektől származtatnak és élő istenként tisztelnek. Habár Hirohito a második világháborút követően hivatalosan lemondott isteni jogairól, a japán nép szemében a tennó a mai napig a sintó főisteneként él.

## A sintó története

### Korai sintó
A sintó vallás az ősi japán mitológiában gyökerezik, nincs alapítója, sem írott kinyilatkoztatása, sem dogmatikája. A japán szigeteken egészen a 6. század második feléig nem készültek írásos feljegyzések, így nem ismerhetjük pontosan a japán vallás őskori formáit. A 4. században minden nemzetségnek (udzsinak) megvolt a maga védőistene (udzsigamija), amelynek kultuszát a nemzetségfő irányította. Ekkortájt vált szokássá szentélyt építeni az udzsigami vagy kami („szent hatalom”, „isten”) számára.
A korai sintóban két világkép élt egymás mellett: az egyikben a világ függőlegesen tagolódott a Magas Menny Síkjára (Takama no Hara, a kamik világa), a Középső Földre (Nakacukumi, a jelenvaló világ) és az Alvilágra (Jomi no Kuni, halál utáni világ), ez a világkép főként a japán mítoszokban található. A másikban a világkép vízszintes elrendeződésű: ezt a világot véghetetlen tenger választja el az Örök Országtól, ez a világnézet főként a néphitben dominált.
Japán első szent szövegei az i. e. 500 körüli időkből származnak és Amateraszu Ómikamiról szólnak. Ennek az iratoknak a tanításaival keveredtek a később Kínából beszivárgó buddhista elemek. A korai időkben a sintó egyszerű természetvallás lehetett, dísztelen, egyszerű szentély-kunyhókban imamondók, látnokok és áldozat-bemutató papok tevékenykedtek.

### A sintó és a buddhizmus
A konfucianizmus vélhetőleg a Kr. u. 5. században jutott el Japánba, és a 7. századra elterjedt a taoizmussal, továbbá a jin és jang filozófiájával együtt, ezek az irányzatok azonban nem hagytak különösebb nyomot a szigetország vallásában. A következő században, a buddhizmus elterjedésének következtében a sintó önálló, eredeti formában szinte megszűnt létezni, a buddhizmust 552-ben hivatalosan is elfogadták. A sintó háttérbe szorulásának az oka az volt, hogy sintoizmussal ellentétben a buddhizmusnak rendszerezett tanai, fejlett etikája és jól működő egyházi szervezetei voltak. Japánban a buddhizmus zen szektái lettek népszerűek. A sintó és a buddhizmus sok tekintetben egybeolvadt. Az egyszerű természetvallás kiegészült a szerzetesi élet, a meditáció, az akaratösszpontosítás buddhista elemeivel, az ősi mitológiát pedig a buddhista vallásbölcselet és etika szellemében átértelmezték. Gyakori volt, hogy buddhista papok vezették a sintó szentélyeket. A 8. század végére a kamikat avatárnak, azaz Buddhák, illetve bodhiszattvák megtestesülésének kezdték tekinteni. A rjóbu-sintó (kettős arc) nevű középkori irányzat azt tanította, hogy a japán kamik azonosak a különféle neveket viselő isteni buddhákkal, sőt Amateraszu Ómikamit is Mahávairokanával, azaz a nap buddhájával azonosították.

### A sintó helyreállítása

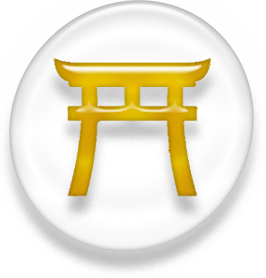
Sintó szimbólum

A 12. században számos törekvés jött létre a sintó eredeti állapotának a visszaállítására. Az új sintó monoteista vallássá vált, a kamik, az istenek csupán megnyilatkozásai, aspektusai a világot átható egyetlen isteni princípiumnak. Az első buddhizmusellenes irányzat a iszei (vatarai) sintó volt, mely buddhista fogalmaktól akarta megtisztítani a sintót. Fő kamijai Konton (Káosz) és Kizen (Nemlét) voltak, őket tekintették minden létező alapjainak. A következő buddhistaellenes irányzat a XV. században Kiotóban alakult Josida-sintó volt, melynek doktrínáit nagyrészt Josida Kanetomo (1435-1511) dolgozta ki. Tanítása monoteista jellegű volt: minden élő és élettelen dolog forrása a Nagy Magasztos. A belső megtisztításával minden ember belsejében egy kami lakhelye lehet, a hívő pedig a lelkében lakozó kamit kell, hogy imádja.
1603-tól a tudósok neokonfucianus nézőpontból igyekeztek értelmezni a sintó tanításait, a konfucianizmus hatása volt érezhető az államelméletben, az uralkodói és alattvalói erények megfogalmazásában is.
A 18. század második és a 19. század első felében a buddhista és konfuciánus elemek kiküszöbölésével próbálkozó modern-sintó egyik elődje a fukko sintó. 1868-ban a sintó ősi egysége került előtérbe, szentélyeket emeltek, később létrejött a kokka sintó (állam-sintó), amely a második világháború végéig Japán hivatalos államvallása volt. Ma a sintónak két irányzata ismert: az egyik a szentély-sintó (dzsindzsa sintó), amelyen országszerte mintegy 80 000 szentélyben, több mint 20 000 pap és papnő által támogatott és a hívek milliói által végzett vallás gyakorlását értik. A másik irányzat a szekta-sintó (kjóha sintó) amely kisebb-nagyobb vallási közösségekből áll.

## Tanítása
A sintónak nincsenek élesen körülhatárolt tanításai, sem szent könyvei, a vallás a japánok népi hagyományait is alakító kámikban, az istenségekben való hitre épül.
A középpontjában a misztikus kamik igazsághoz vezető útja és azok igazságos akarata áll. A kamik természete meghaladja az emberi elme képességeit ezért a hétköznapi emberek által nem teljesen megismerhetőek: „A kamikat nem lehet megérteni; csak érezni és imádni tudjuk őket. De ezt is csak azzal a feltétellel, ha visszatérünk a természethez és összhangban élünk vele.” Csak az igaz hívők ismerhetik meg őket, mégpedig a hit által, ugyanis az emberek is szentek, mivel a kamik gyermekei. A kamik meghallgatják az emberi imákat és válaszolnak rájuk, akaratukat (makoto) is kimutatják, amellyel vezérlik az embereket. Azok, akik együttműködnek velük és az ő akaratukkal összhangban élnek, megszerezhetik egy kami védelmét és segítségét. Rossz kamik nem léteznek, azaz a sintóból hiányzik a gonosz fogalma, minden kami jóságos, segíteni akaró és kegyes.
A helyes életvitel a sintó szerint a makoto no kokoro („az igazság szíve”), ami az őszinteség, a tiszta szív és a becsület összességét jelenti, azaz azt, hogy az ember becsületesen igyekezzék a lehető legtöbbet teljesíteni az általa választott munkában és emberi kapcsolataiban. A makoto no kokoro a legfontosabb erény, ami minden erény felett áll, és bár a többi erény sem elhanyagolandó (például az engedelmesség, a gyermeki ragaszkodás, a szeretet, a hűség stb.), a legfontosabb és legelső célja az embernek a makoto no kokoro keresése. Ugyanis ennek elérése hozza felszínre a többi erényt is.
A sintóban ismeretlen fogalom az eredendő bűn, az embert eredendően isteni lénynek tekinti. A valóságban azonban az ember szent természete nem mutatkozik meg, megtisztulási szertartások, folyamatok során azonban lehetősége nyílik eltávolítani a tudatot fedő tisztátalanságokat. A sintó az embereket nem elszigetelt, magányos léleknek, hanem egy ősi folytonosság továbbvivőjének, az elődök és leszármazottak közti összekötő láncszemnek tekinti.
A sintó további jellegzetessége az is, hogy a japán népet a többi nép fölé helyezi, magasabb rangúnak tartja.

### Etika
A sintoizmusnak nincsenek erkölcsi előírásai, az emberek vele született, ösztönös jóérzéssel születnek, így mindenkinek a saját feladata, hogy megérezze, mi a jó és mi a rossz, vagy mi helyes és mi nem. A sintoista ember számára a legnagyobb erény a császárnak, az elöljárónak vagy a munkaadónak való engedelmesség és a munkafeladatok minél eredményesebb teljesítése. A bűn fogalma is eltér a nyugati világban ismeretes bűnfogalomtól: csak az számít bűnnek, ami káros a közösségre, csak az bűnös, aki vét a közösség ellen. A sintó kizárólag az evilági érvényesülés, boldogulás céljait szolgálja, a hívei nem sokat törődnek a túlvilági jutalommal vagy büntetéssel.

### Sintó „istenek”

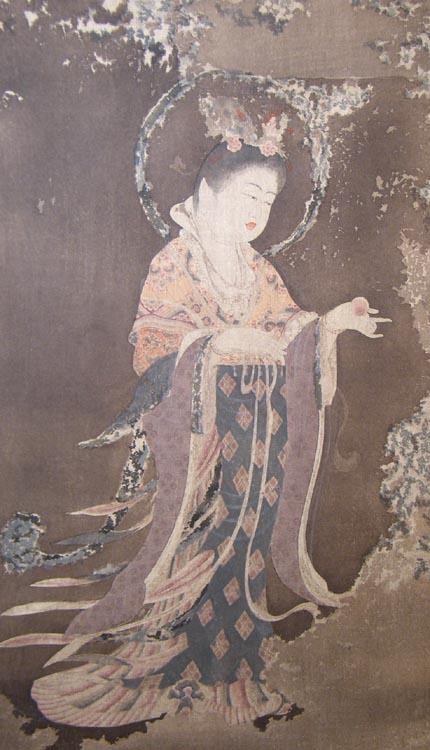
A szerencse kamija

A sintó istenek a kamik, ez a megnevezés azonban nem a nyugati világban ismert transzcendens istenséget takar, hanem egy kami a legszélesebb értelemben lehet bármi, ami rendkívüli, s ami félelemmel vegyes áhítatot vagy tiszteletet vált ki. Következésképpen rendkívül változatos kamik léteznek, melyek a világ minden egyes élő és élettelen dolgában laknak. A kamik száma meghaladja a nyolcmilliót, összességüket Jaojorozu no Kaminak (nyolcmillió kami) szokták nevezni.
A legismertebb és leghatalmasabbnak tartott kami a Nap kamija, Amateraszu Ómikami. További ismertebb kamik Izanagi és Izanami, az ősszülők; a Szenninekből, a hegyekben lakó halhatatlan szellemekből körülbelül 500 ismeretes, képesek különböző állatokon repülni és a halandók álmaiba behatolni; Szeibo istennő, akinek egy 1000 évente termő barackkertje van, s aki eszik ezekből a barackokból, örök életet nyerhet; Toboszaku kami, neki sikerült ellopnia három barackot Szeibo kertjéből, általában öreg emberként jelenítik meg, aki barackot tart a kezében; Gama-Szennin mindenféle varázserejű szerek tudora, képes állandóan megfiatalodni, valamint Csokaro, az utazó, aki egy varázstökkel rendelkezik, amelybe ha belefújt, egy ló jött ki belőle.

## A sintó irodalma
A sintó vallásnak nincs a Bibliához vagy a Koránhoz hasonló szent könyve vagy kinyilatkoztatása. A sintó szent iratait az ősi mitológia fennmaradt történetei képezik, melyek kezdetben csak szájhagyomány útján terjedtek. A szent iratokat egyrészt a 712-ben keletkezett Kodzsiki (Régi idők feljegyzései) tartalmazza, amely főként a világ eredetével és a természetfeletti lények ügyes-bajos dolgaival foglalkozik, másrészt a 720-ban íródott Nihon-gi (másképpen Nihon soki; Japán krónikái), mely történelmi feljegyzésekkel, mítoszokkal, legendákkal foglalkozik. A mítoszok központjában Amateraszu Ómikamiról, a császári család ősének tekintett napistennőről szóló mesék, elbeszélések állnak. Ezek szerint az iratok szerint a világot Izanagi és Izanami teremtette: isteneket nemzettek, elhelyezték a Napot az égen és a japán szigeteket az óceánban. Ők nemzették Amateraszu Ómikamit, a napistennőt, tőle származtatják a japán császári házat.

## Sintó ünnepek, szertartások

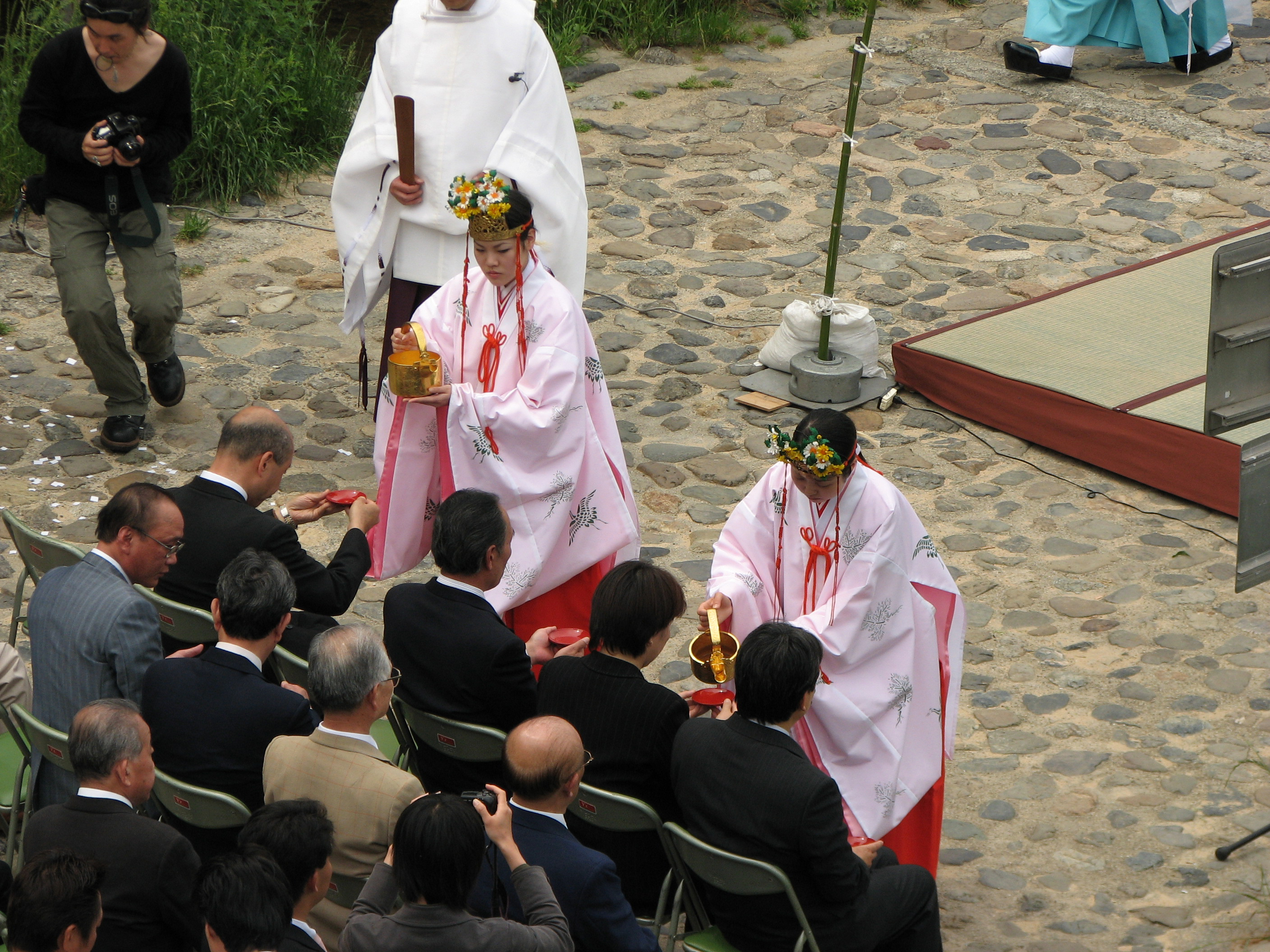
Szertartás a Kamo-folyónál

A sintó ünnepek (macurik) magukba foglalják a rituális megtisztítást, a kaminak felajánlott ételáldozatokat, az imádkozást, szent zenéket és táncokat, csendes elmélkedést, az öröm kifejezését. A szentélyeket a többség az ünnepek mellett minden hónap 1. és 15. napján keresi fel.
Az újszülött gyereket életének 30-100. napján mutatják be védelmező kamijának, ekkor lép a gyerek a hívők sorába. Minden évben november 15-én, a sicsi-go-szan („hét-öt-három”) ünnepen az ötéves kisfiúkat, valamint a három- és hétéves kislányokat viszik el a szentélybe, hogy köszönetet mondjanak a kami gondoskodásáért. A felnőttek napja január 15-én van, ilyenkor a 20. életévüket betöltött fiatalokat köszöntik. A sintó hívei esküvő alkalmával a kami előtt mondják el a hitvesi esküt. A Sógacu Macuri (Új Év) ünnepélyt 1873-tól (a Gergely-naptár bevezetése óta) január 1-3. között tartják. Ilyenkor templomokba vagy imahelyekre mennek az emberek és a kamikhoz imádkoznak, hogy a következő évük szerencsés legyen. Egy másik sintó ünnep a 16. században élt Tendzsin nevű tanító tiszteletére rendezett Tendzsin Macuri ünnep, ezt június 24-én tartják. Ez az ünnepély kétféleképpen zajlik le: felvonulás vagy egy folyón rendezett parádé. A felvonulás jellegzetességei:
- Japán népzene
- Mikosi – díszes, fedett hordozóeszköz
- Miko – szentélyszolgáló, papnő
- A gyerekek egy gudzsin, szilvafa ágon a kamit körbeviszik a mikosin majd visszateszik a szentélybe. A folyón történő parádén legalább 100 csónak vesz részt, mindegyik fedélzetén egy, a japán mitológiából ismert alak található. További nagyobb ünnepélyek a tavasz és az ősz ünnepélye.

A sintó hívek házában oltár található, amelyen a család a saját kamija és Amateraszu előtt tisztelegnek.

### Ema

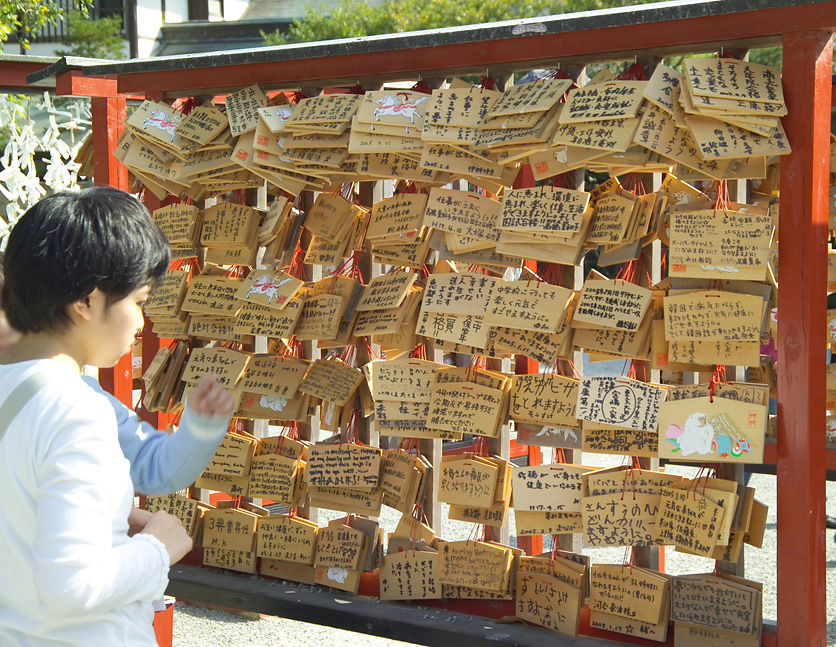
Ema

Az emák olyan kis fatáblákon elhelyezett festmények vagy feliratok, amiket a hívők a szentélyekben helyeznek el.
Régen, a középkorban az volt a szokás, hogy az emberek lovakat ajánlottak fel a szentélyek részére, amikor nagyobb segítséget kértek a kamitól. Kisebb kérések esetén egy fatáblára helyezett lóábrázolást vittek a szentélybe, innen ered a mai szokás, hogy kis fatáblákra rajzolt képeket (manapság bármit ábrázolhatnak) helyeznek el az erre a célra felállított falra. Ha a hívő kérelme teljesül, köszönésképp újabb emát helyez el a falon.

### Kagura és gagaku
A kagura a sintó természetisteneknek bemutatott zenés-táncos áldozati szertartás. A „kagura” szó egy 9. századi krónikában jelenik meg először az udvari szertartások leírása során, jelentése: a kami helyére ülni.
A kagura a monda szerint úgy jött létre, hogy Amateraszu napistennő megharagudott a többi istenre és egy barlangba zárkózott, minek következtében a Föld sötét és fagyos lett, a gonoszság és a zűrzavar mindenütt eluralkodott. Hogy elkerüljék a föld pusztulását, a többi isten elhatározta, hogy kicsalogatják Amateraszut a rejtekhelyéről: Uzume, a tánc és a vidámság istennője táncolni kezdett, a többi isten pedig hangosan nevetett, miközben egy varázstükröt helyeztek el a barlang bejárata elé. Amikor a Napistennő kíváncsian kinézett a barlangból, hogy lássa mi az a zaj, ami a barlang bejárata felől jön, meglátta saját képmását a tükörben. Mikor meglátta magát, annyira el volt bűvölve saját szépségétől, hogy nem vette észre, mikor a többi isten eltorlaszolta a barlang bejáratát. Amateraszu elfoglalta helyét az égbolton, fényt, meleget és új életet adva a Földnek, és soha többé nem bujdosott el.
A gagaku hagyományosan a császári család zenéje. A hagyomány szerint a kagura és a gagaku együttesen képes közvetíteni az ember és az istenség között.

## A sintó ágai

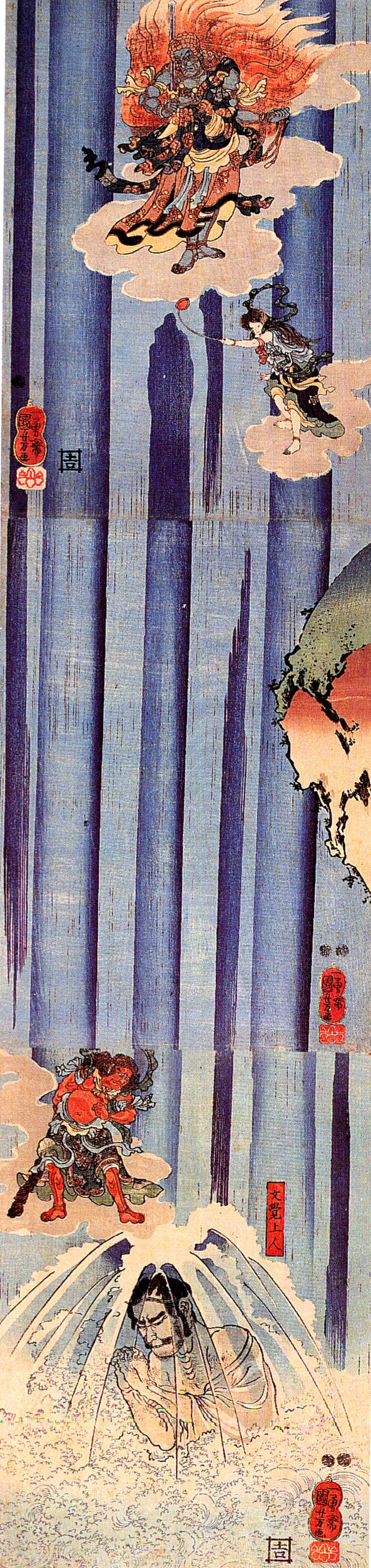

A sintó az évszázadok folyamán több változáson, alakításon ment át, főleg a külső behatásoknak, a buddhizmus, a taoizmus és más vallások hiedelmeinek köszönhetően. Jelenleg is több ágazata van gyakorlatban.
Főbb irányzatok: 
- kokka vagy koschicu; magyarul állami sintót jelent. Ez volt Japán hivatalos nemzeti vallása az 1868-as Meidzsi-restaurációtól a második világháború végéig. Az ősi vallási tevékenység és a kormányzás egyesítésének eszménye alapján jött létre. A világháború végén, 1945-ben a szövetséges megszálló erők rendelete eltörölte az állami sintót.

- dzsina vagy másképp szentélyes vagy kegyhely sintó. A sintoizmus azon formája, amely a hagyományos népi és szektás vallásossággal ellentétben a nyilvános szentélyekben való imádságot hangoztatja. Az állam-sintót váltotta fel, jelenleg több mint 800 szentélye van, azonban nem részesül állami támogatásban. A szentélyeket a hívők tartják fenn.

- fukko vagy restaurációs sintó.[2] A fukko sintó jelentése magyarul: a sintó helyreállítása. A 18. században keletkezett, fő célja az volt, hogy megtisztítsa a sintót a külső behatásoktól. Alapítói Kada Azumamaro (1669-1736) és Kamo Mabucsi (1697-1769) voltak. Az iskola tartósan befolyásolta a modern sintó gondolkodás fejlődését.

- kjoba, azaz a szektás sintó. Azok az önálló japán népi vallási közösségek képezik, amelyeket 1882-ben egy kormányrendelet különített el a vallások felett álló nemzeti kultusztól, az állami sintótól. Nem részesülhettek állami támogatásban. A kormány 1908-ig 13 ilyen felekezetet ismert el, ezek közül a legismertebbek:
  - Újjászületési sintó („A sintó nagy tanítása”);
  - Konfuciánus szekták: Sintó Súszei-ha („Tanító és fejlesztő sintoista iskola”);
  - Hegyekhez kötődő kultuszok: Dzsikkókjó („A gyakorlatias viselkedés tanítása”); Fuszókjó („A Fudzsi-hegy vallása”); Mitakekjó vagy Ontakekjó („Az Ontake-hegy vallása”).
  - Megtisztulást hirdető felekezetek: Sinsúkjó („Az isteni tanulás vallása”); Miszogikjó („A megtisztulás vallása”).
  - Utópisztikus vagy imával gyógyító kultuszok: Kurozumikjó („Kurozumi vallása”); Konkókjó („Konkó vallása”); Tenrikjó („Az égi értelem vallása”) – ez a legnagyobb hatású irányzat.

Ma már 75 különböző sintó felekezetet tartanak számon. A nyugati vallások – a japánoknak idegen személyes erkölcs hangsúlyozása és a sintoista különlegesség-tudat miatt – nemigen terjedhettek el.

## Sintó szentélyek

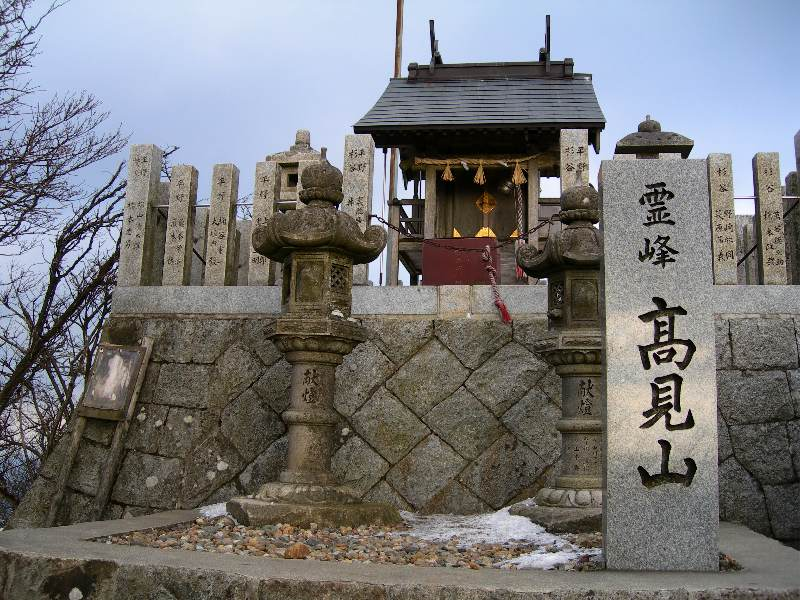
Takami-hegyi (Nara-Mie) szentély

Az első ismert sintó szentélyek az ötödik századból valók. Kezdetben nem építettek szent épületeket, hanem egy szent helynek tartott helyen élőfa-szimbólumot helyeztek el, vagy ideiglenes szentélyt építettek. Később, mikor szent épületeket emeltek a kamik lakóhelyéül, határozott szabályokat követtek: a szent terület bejáratánál egy szent kapu (torii) áll, mögötte, az épülethez vezető út mellett medence található, ahol a hívő megmoshatja kezét és kiöblítheti a száját. Ezt követi az imahely (haiden) ahol áldozatokat is el lehet helyezni. A szent hely központja a belső szentély (honden), ahová csak a papok mehetnek be, itt található a kami szent jelképe, a sintai („a kami teste”). A szent jelkép lehet egy faszobor, egy kard vagy valamilyen más tárgy, de a leggyakoribb a tükör. A hívők a szentélyhez vezető lépcsőnél csengetéssel, tapsolással vagy kopogtatással hívják fel a kami figyelmét.
A szentélyek többnyire fából épülnek és ligetekben helyezkednek el. A szentély faoszlopai és -gerendái tartják a zsindellyel fedett díszes tetőt. A falak alul zártak, a felső rész papírból készül és elmozdítható. A bejárati kapunál sisik, más néven komainuk (oroszlánkutyák) találhatók. Az Inari szentély kapui előtt, jobbról és balról egy-egy róka (kicune) helyezkedik el.

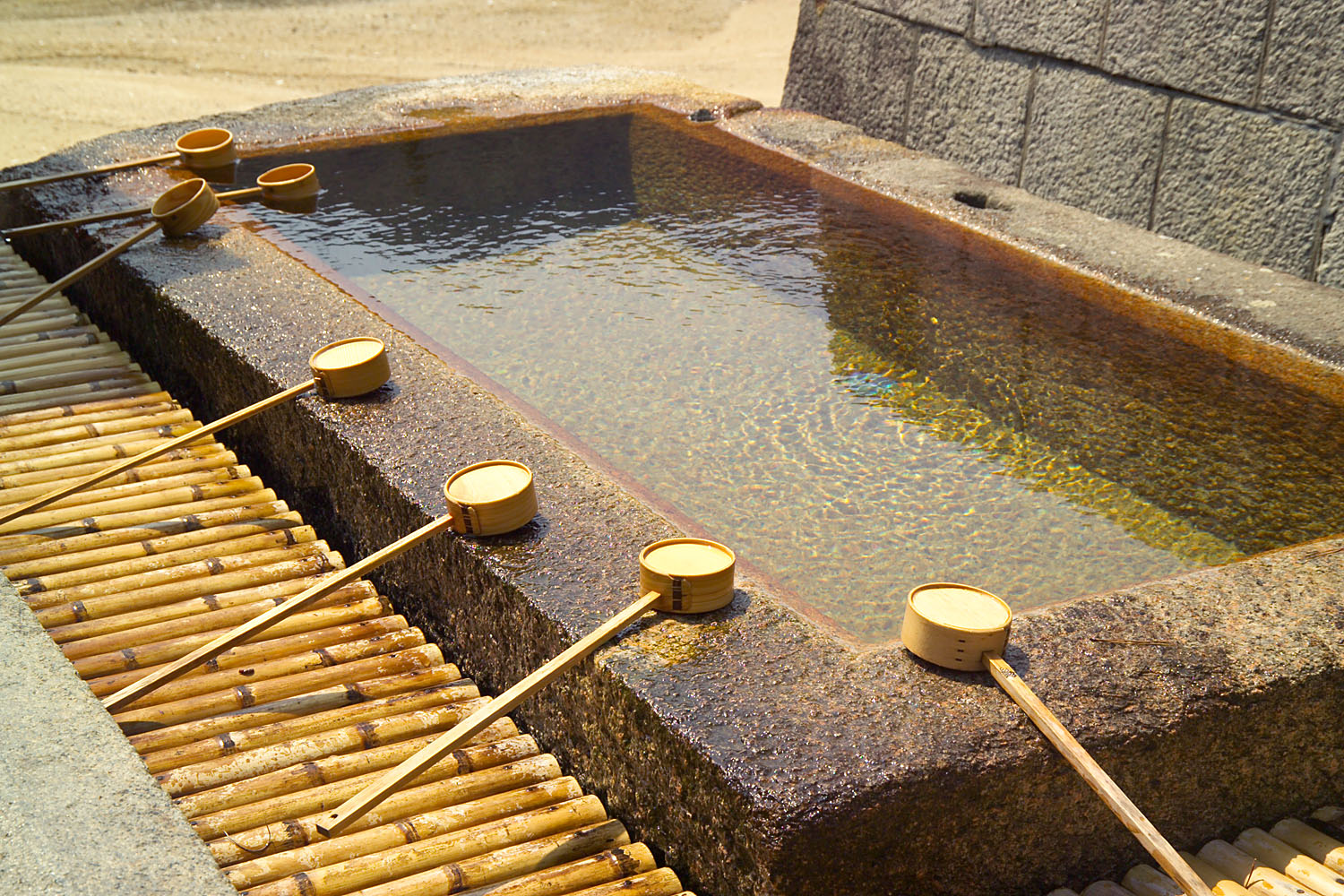
Tisztálkodómedence (Icukusima szentély)

Buddhista behatásoktól mentes, jellegzetes sintó szentélyek az Izumo és a közép-honsúi Iszében található, Kr. u. 3. században alapított szentély, amely Japán egyik legelső sintó szentélye. Ezt a szentélyt 20 évente lebontják majd újra felépítik. Az Izumo-szentély Simane prefektúra Izumo városában található, a szentély kamija Ókuninusi no Mikoto, aki a hagyomány szerint átengedte Amateraszu unokájának a halandók birodalmának megteremtését.

### Tisztálkodás
Minden egyes szentély bejáratától nem messze egy tisztálkodásra alkalmas hely található, ahol a hívők kezet és szájat mosnak, mielőtt megközelítenék a szentélyt. Az ima előtti tisztálkodást harainak hívják, a tisztálkodási szertartást pedig miszoginak vagy miszogi harainak. A sintóban tisztító elemek a víz, a só, a tűz és a szaké (alkohol).

### Ismertebb szentélyek
- Acutai nagyszentély
- Heian-szentély (Kiotó)

- Hikava szentély (Szaitama)
- Iszei nagyszentély
- Icukusimai szentély
- Ivasimizu Hacsimangú
- Izumói nagyszentély (Izumo)
- Kamigamo szentély (Kiotó)

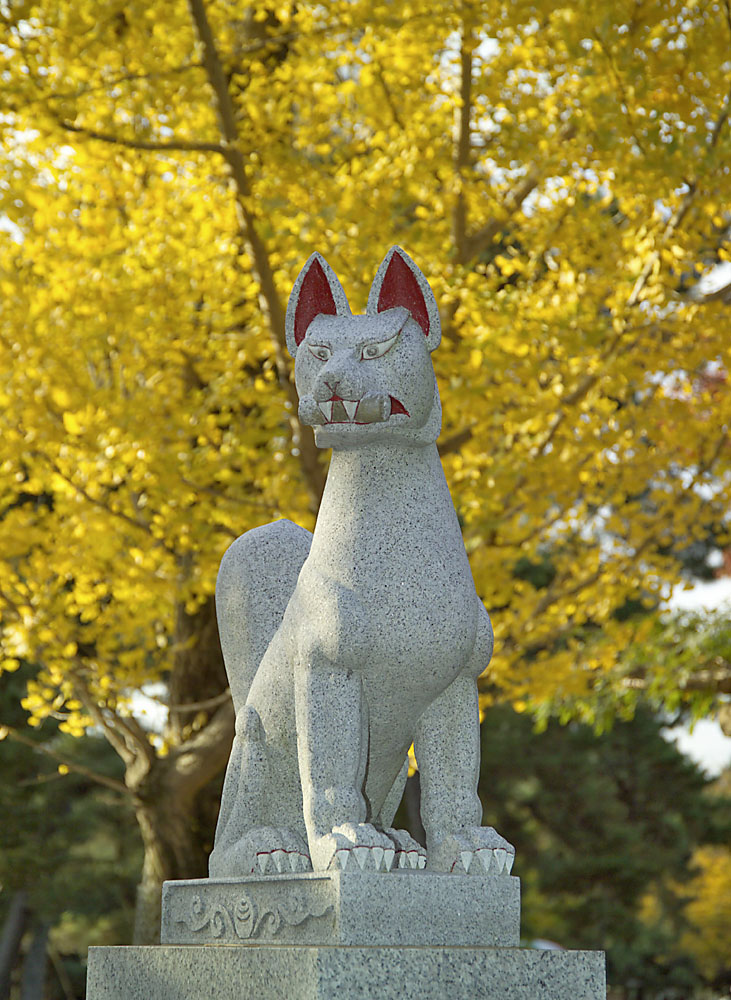
A szentély bejáratát őrző kicune (róka)

- Kasima szentély (Kasimadzsingú, Ibaraki prefektúra)
- Kaszuga nagyszentély
- Katori szentély
- Kumano szentélyek
- Meidzsi-szentély
- Tósó-gú (Nikkó, Tocsigi prefektúra)
- Ószaki Hacsiman-gú (Szendai, Mijagi prefektúra)
- Siogama szentély
- A három palota szentélyei, császári palota, Tokió
- Cubaki nagyszentély (Szuzuka, Mie prefektúra), japán egyik legrégebbi szentélye

## Befolyásolt vallások
A sintó által befolyásolt vallások:
- Church of World Messianity
- Happy Science
- Konkókjó
- Oomoto
- Tenrikjó
- Zenrinkjo